# Juan de la Cruz Monje y Ortega
Juan de la Cruz Monje y Ortega (La Paz, Imperio español; 24 de noviembre de 1770 - 10 de octubre de 1836) es considerado uno de los principales partícipes de la revolución del 16 de julio en La Paz.

## Biografía
Juan de la Cruz Monje y Ortega nació en la ciudad de La Paz, el 24 de noviembre de 1770, hijo del español Juan de Dios Monje y Acuña y de la limeña María Rosa Ortega y Linsuain. 
Muy joven aún estudió en la Universidad Mayor Real y Pontificia San Francisco Xavier de Chuquisaca y se graduó de abogado ante la Real Audiencia de Charcas.
Regresó a La Paz, donde fue designado como síndico procurador en 1794. En 1804 fue regidor del Cabildo. 
En 1805 fue junto a Pedro Domingo Murillo y Juan Basilio Catácora, entre otros, uno de los líderes de un movimiento de carácter independentista que no llegó a estallar y que, por el grado en que se hallaban comprometidos importantes figuras de la sociedad paceña, fue mantenido en reserva por las autoridades. En el breve y silenciado juicio seguido a algunos de los revolucionarios actuó como defensor de los acusados.
Casó con Teresa Sarria, con quien tuvo un hijo, Fermín, el 9 de julio de 1808. 
Producida la revolución de Chuquisaca el 25 de mayo de 1809, Monje estuvo en comunicación con los revolucionarios y sirvió luego de intermediario con La Paz.
Producida la revolución del 16 de julio de 1809, se formó una junta de gobierno independentista denominada Junta Tuitiva, presidida por el coronel Pedro Domingo Murillo, nombrándose Secretario a Sebastián Aparicio, Escribano a Juan Manuel Cáceres y como vocales al Dr.Gregorio García Lanza, Dr.Melchor León de la Barra (cura de Caquiavire), José Antonio Medina (tucumano, cura de Sicasica), presbítero Juan Manuel Mercado (chuquisaqueño), Dr. Juan Basilio Catácora y el Dr. Juan de la Cruz Monje y Ortega.
Se nombraron después otros vocales suplente o ciudadanos agregados: Sebastián Arrieta (tesorero), Dr. Antonio Ávila(abogado), Francisco Diego Palacios y José María Santos Rubio (comerciantes), Buenaventura Bueno (maestro de latín) y Francisco X. Iturres Patiño (sochantre).

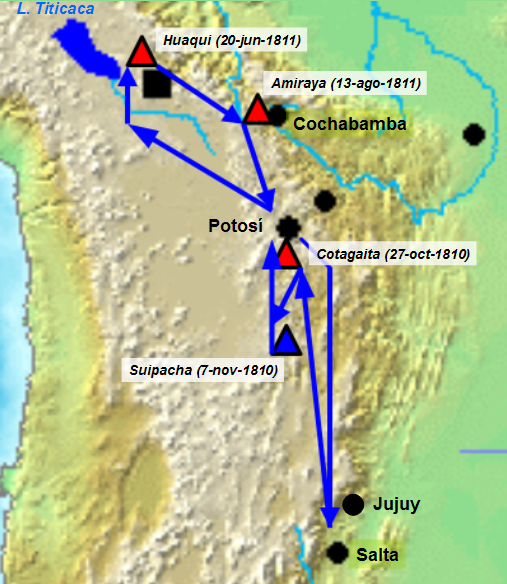
Primera campaña al Alto Perú (1810-1811).

Monje fue designado al comienzo auditor de guerra. El 19 de julio fue uno de los que se dirigieron al pueblo en pro de la revolución. La Junta le encargó luego en conjunto con el Dr. Antonio Ávila la cartera de Gracia y Justicia, puesto que desempeñó hasta la disolución de la Junta el 30 de septiembre.
Tras la dispersión de las tropas rebeldes el 25 de octubre en los Altos de Chacaltaya a manos del José Manuel de Goyeneche, Monje fue detenido el 22 de diciembre. Prestó declaración el 27 de enero de 1810 y fue condenado a cuatro años de destierro en Córdoba del Tucumán, privado del ejercicio del derecho y de volver a su tierra. 
Retornó a La Paz acompañando al Ejército del Norte de las Provincias del Río de la Plata al mando de Castelli, pero tras la derrota en la batalla de Huaqui en junio de 1811 debió exiliarse nuevamente, radicándose en Salta. Durante su exilio se casó con la argentina Manuela Antonia de San Millán y Figueroa. Finalizada la guerra volvió a la República de Bolivia, fue ministro fundador de la Corte Suprema de Justicia de la Nación y posteriormente su presidente. Murió el 10 de octubre de 1836, su esposa le sobreviviría hasta 1851.